# +37° (Goal of Science)
+37° (Goal of Science) är ett studioalbum av den litauiska sångaren Jurga. Det gavs ut den 30 september 2009 och innehåller 12 låtar.

## Låtlista
| Nr  | Titel                  | Längd |
| --- | ---------------------- | ----- |
| 1.  | +37°                   | 3:59  |
| 2.  | Rykliai Ir Vilkolakiai | 3:34  |
| 3.  | Kišeniniai Namai       | 4:39  |
| 4.  | Tyliai                 | 5:50  |
| 5.  | Running                | 3:40  |
| 6.  | Miego Vagys            | 3:12  |
| 7.  | Living Like You Said   | 3:47  |
| 8.  | Goal of Science        | 4:38  |
| 9.  | Melsvai Žalia          | 3:44  |
| 10. | Drugys                 | 5:22  |
| 11. | The Night Is Waiting   | 3:35  |
| 12. | Soft Explosion         | 15:47 |